# 1497 Tampere
1497 Tampere este un asteroid din centura principală, descoperit pe 22 septembrie 1938, de Yrjö Väisälä.